# Енвер Мансуров
Енвер Мирза Мансур оглу Мансуров (на азербайджански: Ənvər Mirzə Mansur oğlu Mansurov; 19 декември 1917, Баку – 1941, Брест) е азербайджански изпълнител на струнния инструмент тар, художник и педагог. Син на известния азербайджански художник Мирза Мансур Мансуров (1887 – 1967).
Изпълнява като тар солист в 1-ви държавен източен оркестър под ръководството на А. А. Йоанесян, а през 1936 г. като част от оркестъра участва в записа на плоча в Москва. Той ръководи Ориенталския оркестър на Двореца на културата на името на. Шаумян, през 1935 г. участва с него в Съюзната олимпиада за художествена самодейност. Преподава свирене на тар в Бакинския музикален колеж, сред учениците му е Ахсан Дадашев (1924 – 1976). През 1938 г. Е. Мансуров участва в Десетте дни на азербайджанската култура в Москва, а през 1939 г. участва и във Всесъюзния преглед на изпълнителите на народни инструменти, където получава похвална рецензия.
През 1939 г. е призован в армията, участва в съветско-финландската война, а през 1941 г., в навечерието на Великата отечествена война, е прехвърлен в гарнизона на Брест, където загива при отблъскване на един от нацистките атаки на позициите на защитниците. През 1939 г. Енвер Мансуров има син Ариф († 2003 г.).